# Långheden
Långheden är en skogstrakt med tallhed och ofullständig vattendelare mellan Mälaren och Dalälven, omkring 100 meter över havet, huvudsakligen med sträckning genom Vagnsbro och Övertjurbo härader i Västmanland.
I äldre tider betraktades den som gräns mot Dalarna.